# Svorad

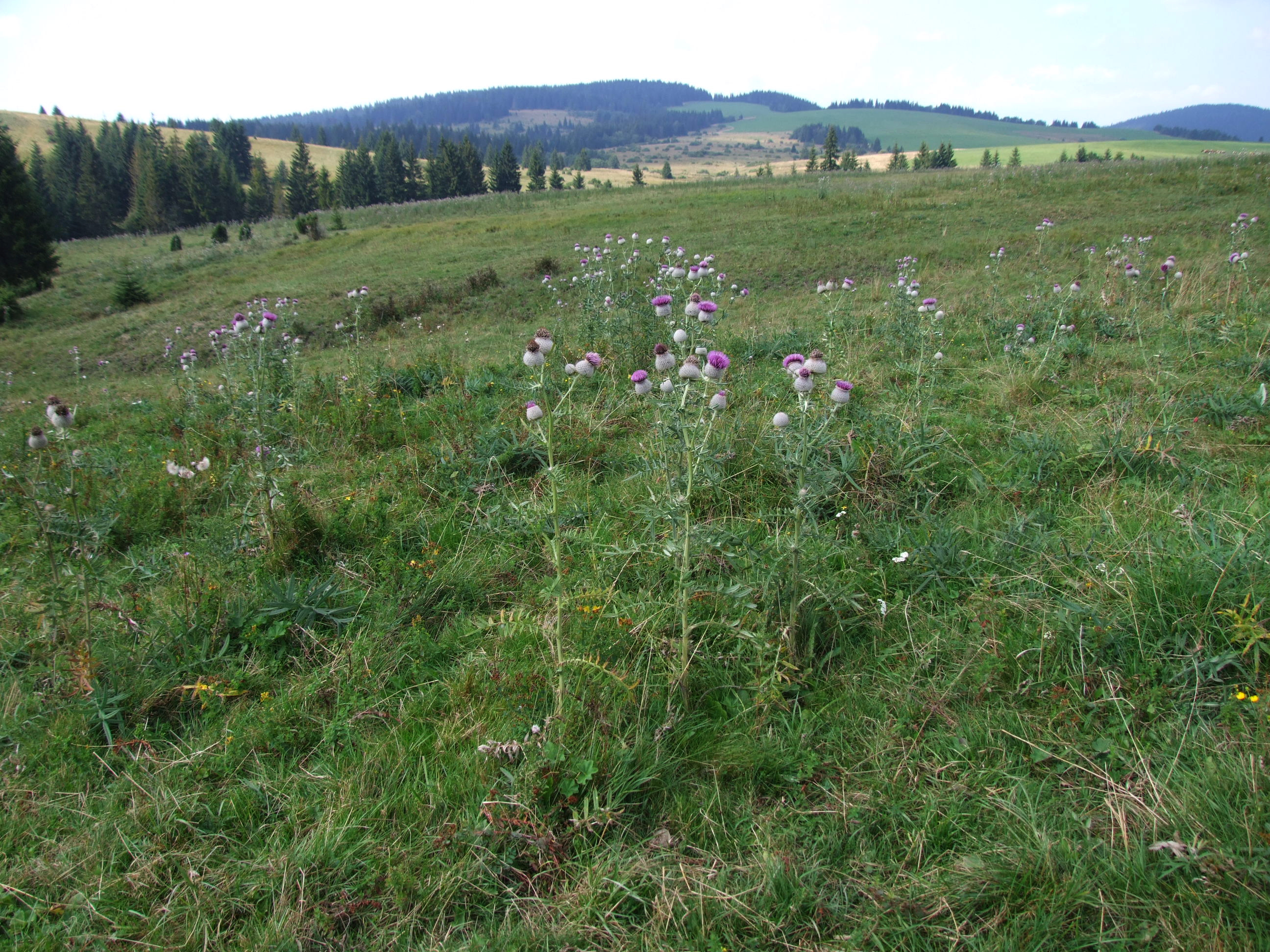
Svorad i Diel

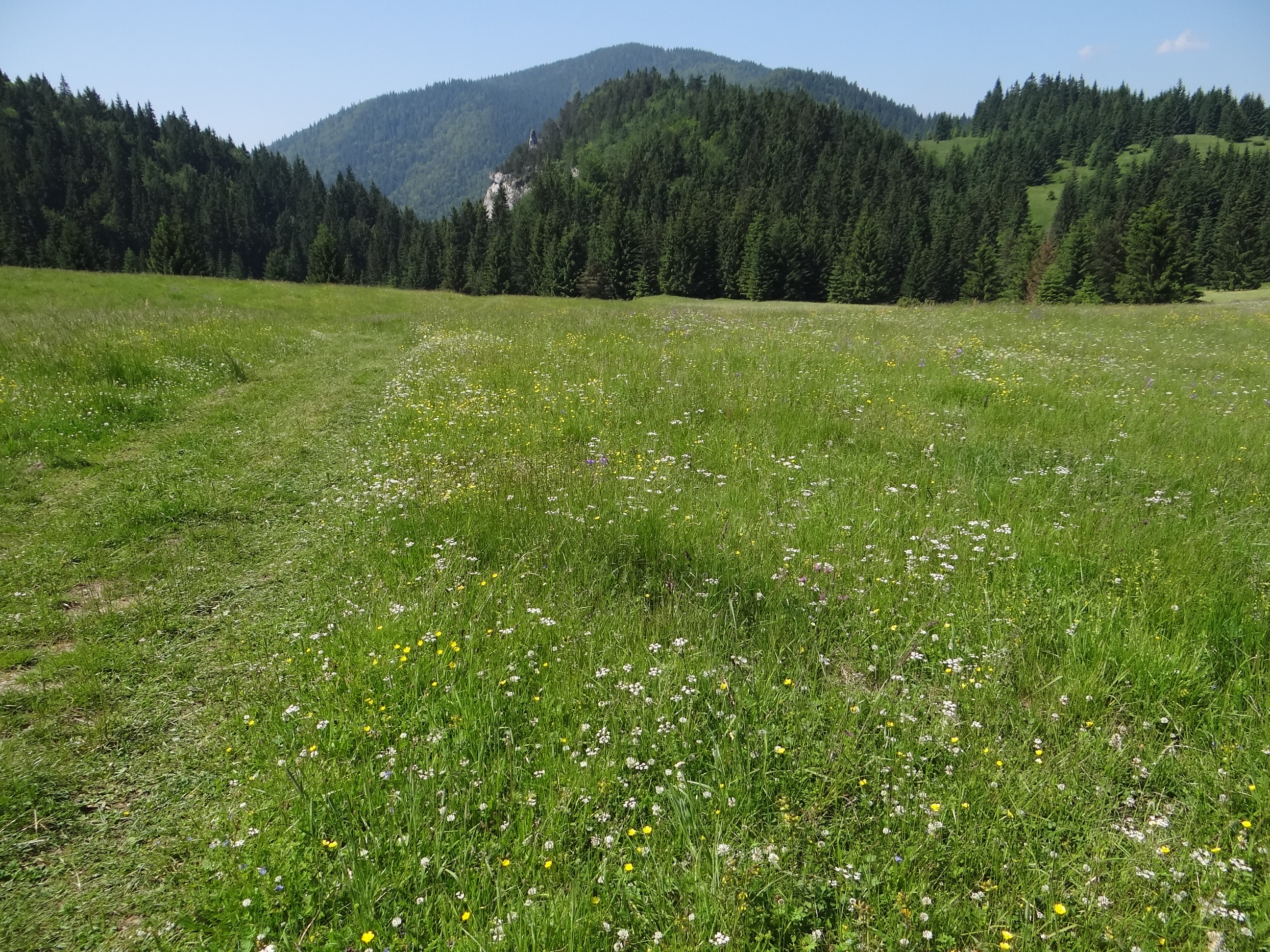
Svorad i widok na Łomy

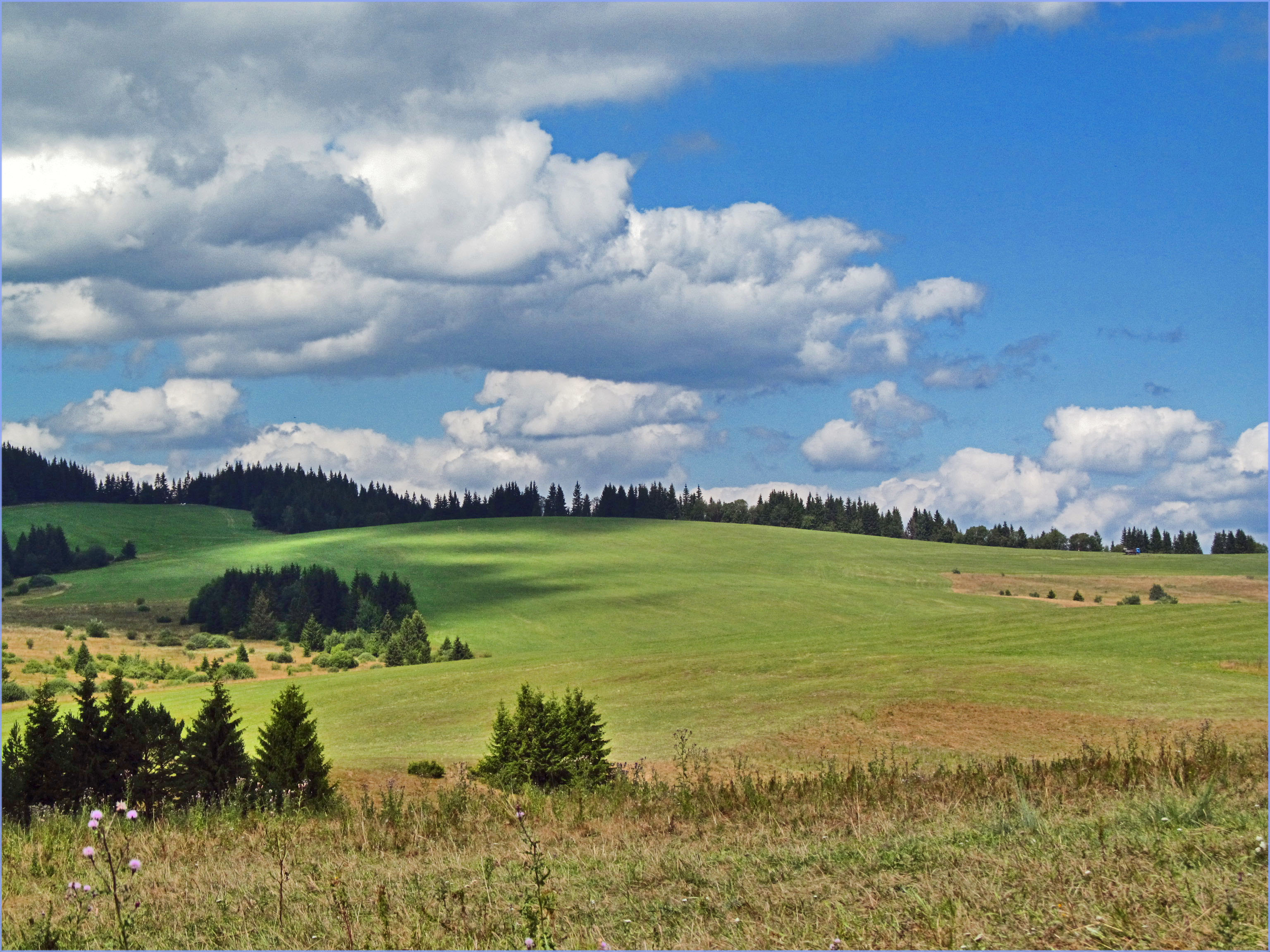

Svorad (920–950 m n.p.m.) – niewielka kotlina u północnych podnóży Gór Choczańskich na Słowacji.

## Położenie
Kotlina Svoradu rozciąga się pomiędzy masywem Prosiecznego (Prosečné, 1372 m) w Górach Choczańskich (na południu) a szczytem Diel (1051 m) na krańcu Pogórza Orawskiego (na północy), ok. 2 km na południowy wschód od wsi Wielkie Borowe (Veľké Borové). Jest stosunkowo płytka, a jej dno, nieznacznie pofałdowane, opada w kierunku południowym.

## Geologia – morfologia
Kotlina Svoradu jest kotliną bezodpływową. Większa jej część leży na podłożu fliszowym Rowu Podtatrzańskiego, natomiast południowy skrawek – na wapieniach budujących zrąb Gór Choczańskich. Dlatego też drobne potoki, spływające ze Svoradu i stanowiące źródłowe cieki Prosieczanki, nie spływają z reguły Doliną Prosiecką, lecz nikną w wielkim, ok. 50-metrowej średnicy ponorze (Jobowy Ponor, słow. Jóbovské prepadlisko), znajdującym się na wysokości 919 m n.p.m. w południowej części kotliny, na granicy fliszu i skał węglanowych. Podobno w przeszłości otwór ponoru był odkryty i dało się nim dostać do biegnących od niego korytarzy jaskiniowych. Obecnie jest zasypany rumoszem oraz drobniejszymi nanosami i zarośnięty.

## Przyroda ożywiona
Całą powierzchnię kotliny pokrywają rozległe łąki. Powstały one w XVII-XIX w. wskutek wyrębu lasów przez lokalne społeczności pasterskie. Pasiono tu bydło rogate i owce. Jeszcze w latach 30. XX w. na Svoradzie stała cała grupa szop dla bydła i stodół. Łąki były intensywnie wypasane do lat 70.-80. XX w., obecnie powoli zarastają lasem i stanowią przykład sukcesji wtórnej. Pierwszymi gatunkami sukcesyjnymi są tu wierzba iwa, borówka czarna i jałowiec pospolity. Na zachowanych pastwiskach, wśród których na skutek intensywnego wypasu lokalnie występują murawy bliźniczkowe, licznie rośnie ostrożeń głowacz. Na wilgotniejszych stanowiskach spotkamy m.in. wełniankę wąskolistną i tłustosza pospolitego, pełnika europejskiego i kilka gatunków storczykowatch.

## Turystyka
W południowej części Svoradu znajduje się skrzyżowanie ruchliwych szlaków turystycznych.
 niebieski: Prosiek – Dolina Prosiecka – Svorad – Wielkie Borowe – Dolina Borowianki – Obłazy
 zielony: Liptovská Anna – Pravnáč – Lômy – Svorad – Prosieczne – rozdroże w Dolinie Borowianki